# Tamika Whitmore
Pour les articles homonymes, voir Whitmore.
 Tamika Whitmore, née le 5 juin 1977 à Tupelo, Mississippi (États-Unis), est une joueuse américaine de basket-ball, évoluant au poste d'ailière et mesurant 1,88 m.

## Biographie
Formée aux Lady Tigers de l'université de Memphis, elle en finit la deuxième marqueuse de son histoire avec 2 488 points, et la première à l'adresse (60,6 %). Elle est nommée meilleure joueuse de sa conférence en 1998 et 1999 et meilleure marqueuse de la NCAA en 1999. Lors de draft WNBA 1999, elle est choisie au 30e rang par le Liberty de New York, où elle reste cinq saisons. Agent libre, elle rejoint les Sparks de Los Angeles pour deux ans. 
Agent libre, elle rejoint le Fever de l'Indiana pour la saison 2006, pour sa meilleure saison. Elle lui permet d'obtenir une sélection pour le WNBA All-Star Game, avec 15,7 points, 4,9 rebonds, 1,8 passe et 1,36 interception. Au All-Star Game ses 9 points, 4 rebonds, 1 balle volée et 2 contres contribuent à la première victoire de l'Est au Madison Square Garden. Lors de la seconde rencontre des play-offs contre les Detroit Shock, elle établit un nouveau record de points en play-off avec 41 unités (15/25 aux tirs et 10/10 aux lancers), surpassant les 35 de Lisa Leslie. 
Le 19 février 2008, elle est envoyée dans le cadre d'un échange au Sun du Connecticut contre Katie Douglas.
À l'été 2005, le club français de Mourenx Basket Club crée l'événement et attire l'attention en annonçant la venue de la joueuse WNBA qui obtient sans contestation possible le titre de MVP pour la première année de Mourenx en LFB.
En 2007, elle remporte l'Euroligue avec le club russe du Spartak Moscou.

## En franchise
- Étés 1999 à 2003 : New York Liberty (WNBA)
- Hiver 2002 : ? (WKBL)
- Étés 2004 et 2005 : Los Angeles Sparks (WNBA)
- Été 2006-2007 : Indiana Fever
- 2008-2009 : Connecticut Sun

### En club
- 2001-2002 :  Las Palmas
- 2003-2004 :  Las Palmas
- 2004-2005 :  Halcón Viajes Salamanca
- 2005-2006 :  Mourenx Basket Club (Ligue féminine de basket)
- 2006 (jusqu’en décembre) :  Lotos Gdynia
- 2007 (dès janvier) :  Spartak Moscou Région
- 2007-2009 :  Basketbalový Klub Brno

## Palmarès

### En Club
- Vainqueur de l'Euroligue 2007
- MVP 2005-2006 en LFB

## Statistiques personnelles en LFB
| Saison Club       | M  | Min   | 2Pts | 2Pts | 2Pts | 3Pts | 3Pts | 3Pts | LF  | LF  | LF   | Rebonds | Rebonds | Rebonds | Rebonds | C   | PD  | Int | BP  | Pts | Pts  | Eva | Eva  |
| Saison Club       | M  | Mo    | R    | T    | %    | R    | T    | %    | R   | T   | %    | Ro      | Rd      | Rt      | To      | C   | PD  | Int | BP  | Mo  | Tot  | Mo  | Tot  |
| 2005-2006 Mourenx | 25 | 35:47 | 160  | 308  | 51.9 | 37   | 94   | 39.4 | 137 | 162 | 84.6 | 68      | 177     | 245     | 9.8     | 0.6 | 2.1 | 1.2 | 2.3 | 568 | 22.7 | 624 | 25.0 |